# هوش مصنوعی سنتتیک
هوش مصنوعی سنتتیک (به انگلیسی: Synthetic Intelligence یا به اختصار SI) اصطلاحی جایگزین یا مکمل برای «هوش مصنوعی» (Artificial Intelligence) است. این واژه بر این نکته تأکید دارد که هوش موجود در ماشین‌ها ممکن است تقلیدی نباشد، بلکه شکلی مستقل و واقعی از هوش باشد، هرچند به‌دست انسان ساخته شده است.
جان هاوگلند این تمایز را چنین توصیف کرده است: «الماس‌های مصنوعی الماس‌هایی واقعی‌اند – تنها تفاوت‌شان این است که ساختهٔ دست انسان هستند؛ آن‌ها تقلید نیستند.»

## تعریف
اصطلاح «هوش سنتتیک» در ابتدا توسط جان هاوگلند در سال ۱۹۸۶، در کتابی با عنوان Artificial Intelligence: The Very Idea معرفی شد. او این واژه را برای توصیف نسل اول سیستم‌های هوش مصنوعی نمادین، منطقی و مبتنی بر قوانین استفاده کرد.
پس از یک دوره از رکود در حوزه هوش مصنوعی – که با عنوان «زمستان اول هوش مصنوعی» شناخته می‌شود – پژوهشگران توجه خود را از ساخت هوش انسانی کامل، به حل مسائل خاص‌تر با روش‌های آماری، یادگیری ماشین و سیستم‌های خبره معطوف کردند. این دسته از رویکردها گاه با عنوان «هوش ضعیف» یا «هوش کاربردی» شناخته می‌شوند.
در مقابل، برخی پژوهشگران همچنان بر تلاش برای ساخت نوعی هوش کلی، مستقل و ظهورگرا تأکید دارند و از واژه «هوش سنتتیک» برای توصیف این تلاش‌ها استفاده می‌کنند.

## اختلاف دیدگاه‌ها دربارهٔ «هوش واقعی»
پرسشی بنیادین در این حوزه این است: آیا هوش در ماشین‌ها می‌تواند واقعی تلقی شود یا صرفاً تقلیدی از هوش انسانی است؟
راسل و نورویگ این مسئله را با سه پرسش ساده توضیح می‌دهند:
1. آیا ماشین‌ها می‌توانند پرواز کنند؟ (بله – چون هواپیما پرواز می‌کند)
2. آیا ماشین‌ها می‌توانند شنا کنند؟ (نه – چون زیردریایی شناگر محسوب نمی‌شود)
3. آیا ماشین‌ها می‌توانند فکر کنند؟ (پرسش اصلی همین است که آیا این مورد مانند اولی است یا دومی؟)

در حوزه بازی شطرنج، هنگامی که ابررایانه دیپ‌بلو توانست قهرمان شطرنج جهان، گری کاسپاروف را شکست دهد، این پرسش بار دیگر مطرح شد: آیا این رایانه واقعاً «فکر» می‌کرد یا تنها محاسبات انجام می‌داد؟ مک‌درموت در این زمینه استدلال می‌کند که:
«گفتن اینکه دیپ بلو واقعاً فکر نمی‌کند، مانند این است که بگوییم هواپیما واقعاً پرواز نمی‌کند چون بال نمی‌زند.»
فیلسوف دانیل دنت نیز معتقد است این بحث بیشتر یک اختلاف زبانی است تا مفهومی.

## نیز ببینید
- هوش مصنوعی
- هوش عمومی مصنوعی
- هوش قوی و ضعیف
- زمستان هوش مصنوعی
- هوش ظهورگرا
- مسئله ذهن–بدن

## پیوند به مقاله اصلی
مبنای این مقاله ترجمه‌ای است از نسخهٔ انگلیسی مقاله با عنوان Synthetic intelligence در ویکی‌پدیای انگلیسی (نسخهٔ 1173322068).